# 앰비언트

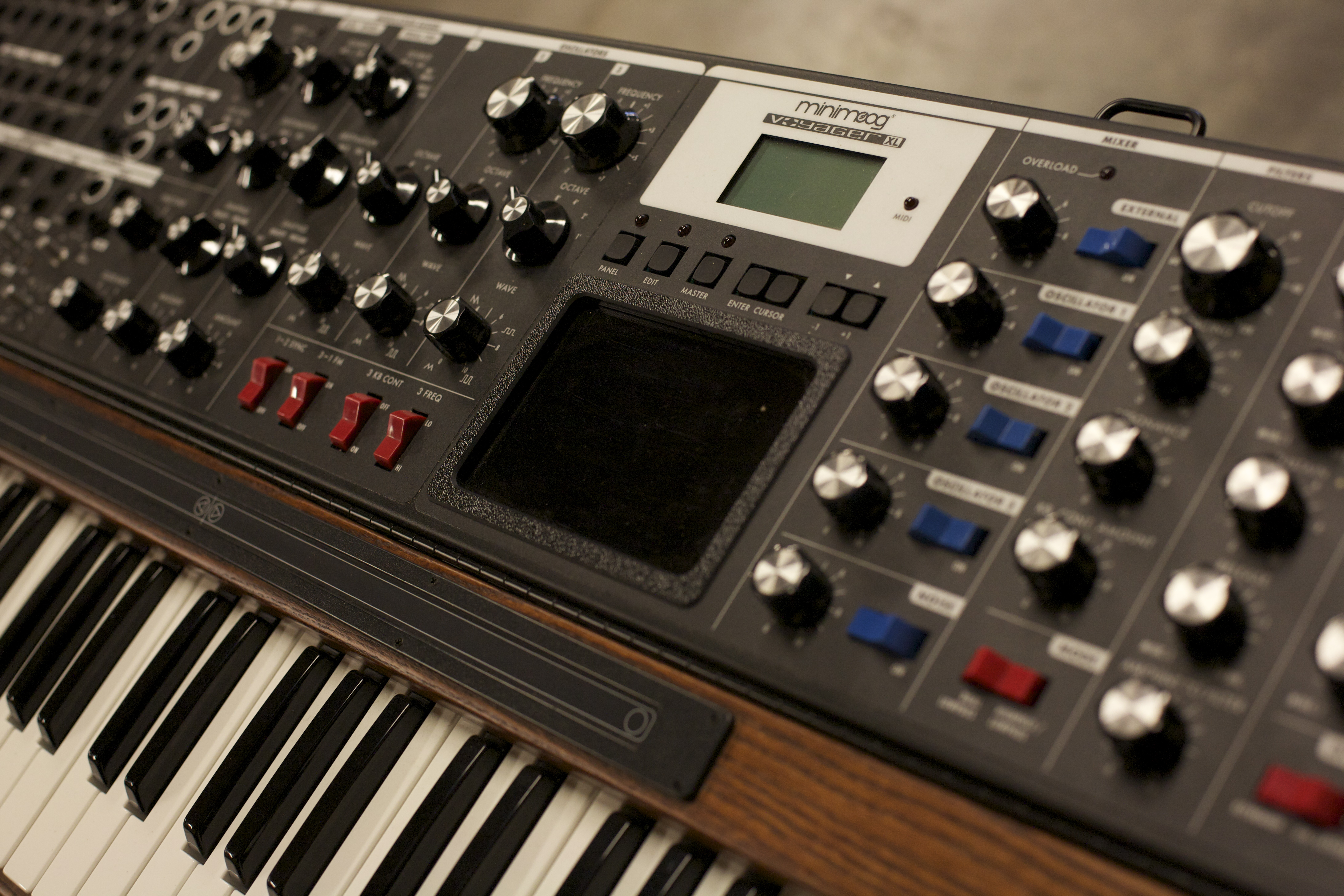

앰비언트(음악, Ambient music)은 전통적인 음악에서 부수적인 것으로 취급되던 음색과 분위기를 강조하는 음악이다. 이 음악의 선구자인 브라이언 이노에 따르면 어떤 한 부분을 강조하지 않고 여러 층위가 공존할 수 있어야만 하며, 무시되지 않을 정도의 흥미가 있어야 한다고 한다.
이 말은 주의 깊게 들으면 흥미롭지만 주의 깊게 듣지 않아도 되는 음악이라는 뜻으로 해석할 수 있다. 즉, 존재하지만 존재하지 않는 듯 한 음악이다. 이러한 개념은 과거 20세기 초 프랑스의 가구 음악의 개념에서도 나타나지만, 기존의 가구 음악은 기본적으로 고전적인 음악적 구조를 취하고 있는데 반하여 일반적인 앰비언트 음악은 전통적인 음악적 구조를 지양하고, 1970년대 이후 등장한 신디사이저를 이용한 다양한 음색을 활용한다는 점에서 새로운 전자 음악 장르로 취급받고 있다.
이따금 환경음악이나 배경음악으로 번역되기도 하지만 환경 음악의 경우 Ecology의 환경과 혼동되기 때문에, 배경음악의 경우 BGM(Background Music)과 혼동되기 때문에 주의해서 사용하여야 한다.

## 관련 음악가
대표적인 앰비언트 아티스트로는 브라이언 이노를 꼽을 수 있다.
- 마이크 올드필드
- 장미셸 자르
- 반젤리스
- 브라이언 이노
- 에이펙스 트윈

## 같이 보기
- 배경 음악
- 딥 하우스
- 이지 리스닝
- 글리치 (음악)
- 부수 음악
- 전자 음악 장르 목록
- 스페이스 에이지 팝
- 어우러짐
- 베이퍼웨이브